# Соперничество сборных Англии и Аргентины по футболу
Соперничество сборных Англии и Аргентины по футболу — спортивное соперничество национальных футбольных сборных двух стран, а также их болельщиков.
Матчи между двумя сборными, даже если они товарищеские, вызывают большой интерес со стороны прессы и болельщиков обеих стран. В некоторых играх произошли спорные инциденты, обсуждаемые на протяжении многих лет и десятилетий.
Соперничество является межконтинентальным, что в целом нетипично, так как обычно соперничают сборные стран, находящихся неподалёку друг от друга (Италия—Франция, Аргентина—Бразилия, Англия—Шотландия). В Аргентине сборная Англии считается одним из главных соперников, наряду со сборными Бразилии, Германии и Уругвая. В Англии Аргентина также считается одним из принципиальных соперников (наряду с Шотландией и Германией). На соперничество также повлияли события вне футбола, в особенности Фолклендская война между Аргентиной и Великобританией.
Англия выиграла 6 встреч с Аргентиной, Аргентина — 2, в оставшихся 6 матчах была зафиксирована ничья (в число ничьих включён отменённый из-за дождя товарищеский матч 17 мая 1953 года и матч 30 июня 1998 года, который завершился победой аргентинцев в серии пенальти). В 14 матчах между сборными было четыре удаления игроков (три — аргентинцев и одно — англичанина).

## История

### Британское влияние на аргентинский футбол

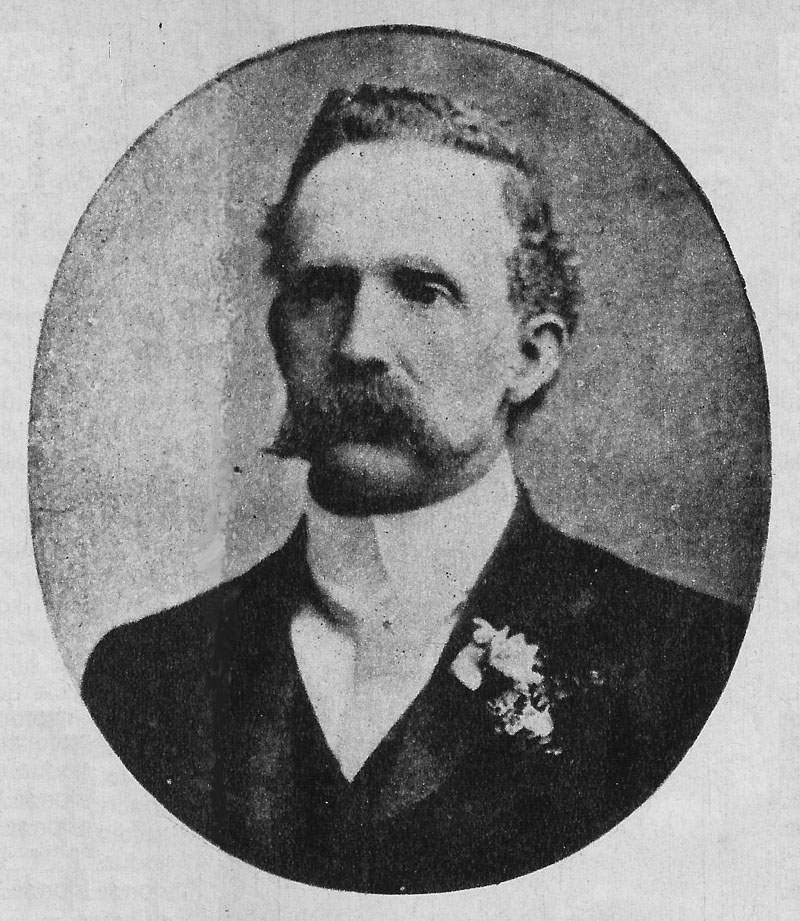
Александер Уотсон Хаттон, «отец аргентинского футбола»

Во второй половине XIX века в столице Аргентины Буэнос-Айресе жило около 10 000 эмигрантов из Великобритании. Футбол в Аргентине также был популяризован британцами. Первый задокументированный футбольный матч в Аргентине прошёл 20 июня 1867 года в Буэнос-Айресе; в нём сыграли две команды британских железнодорожных рабочих, «белые» и «красные».

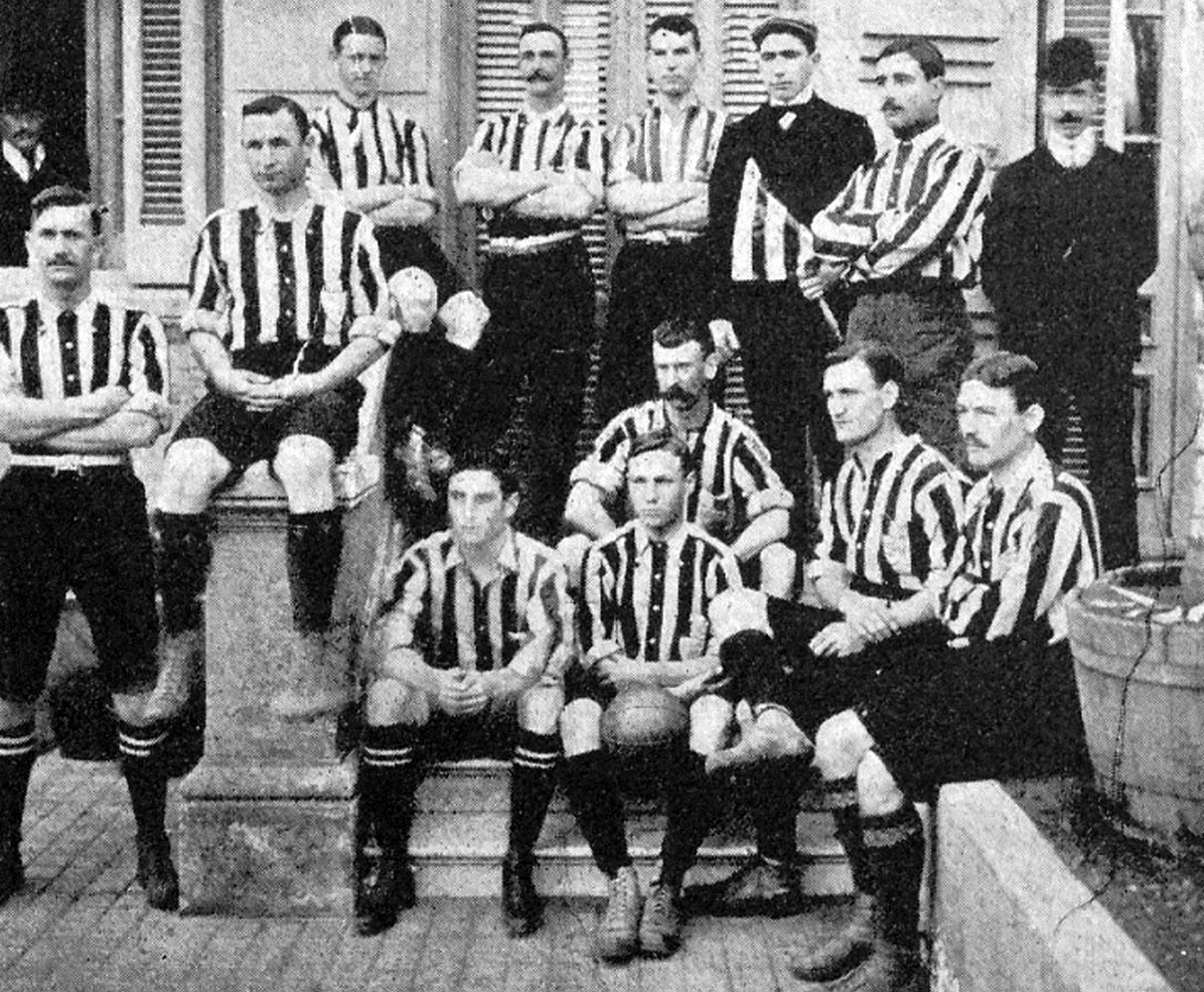
Команда «Алумни», обыгравшая команду Южной Африки со счётом 1:0 в 1906 году

«Отцом аргентинского футбола» считается шотландский преподаватель, выходец из Глазго Александер Уотсон Хаттон, который работал в Шотландской школе Святого Андрея в Буэнос-Айресе в начале 1880-х годов. 4 февраля 1884 года основал Английскую среднюю школу Буэнос-Айреса, где обучал школьников футболу и другим видам спорта. В 1898 году Английская средняя школа Буэнос-Айреса сформировала футбольную команду «Алумни», которая к 1911 году стала самой титулованной командой в аргентинском футболе, выиграв 22 титула (15 домашних и 7 международных). «Алумни» стал первой аргентинской командой, обыгравшей британскую команду (сборная Южной Африки, которая состояла в основном из британцев).
В 1891 году была основана Аргентинская футбольная лига (англ. Argentine Association Football League, названа именно по-английски) — первая футбольная лига в Южной Америке, и четвёртая в списке старейших футбольных чемпионатов мира после английского, нидерландского и шотландского. В чемпионате Аргентины 1891 года сыграло пять клубов, чемпионом стал футбольный клуб «Сент-Эндрюс». Чемпионат 1891 года официально признаётся первым сезоном аргентинской футбольной лиги.
Почти все игроки и тренеры в Аргентине в конце XIX века были эмигрантами из Великобритании, а старейшие футбольные клубы страны («Росарио Сентраль», «Ньюэллс Олд Бойз» и «Кильмес») были основаны британцами.
В XX веке английские клубы организовали туры по Южной Америке, что способствовало развитию и популяризации футбола в регионе. Первым клубом, организовавшим турне в Южную Америку, стал «Саутгемптон» в 1904 году. Английский клуб выиграл все свои матчи против пяти аргентинских и одной уругвайской команды, забив 40 голов и пропустив 5.
С ростом популярности футбола в Аргентине британское влияние на него снижалось. В 1912 году Аргентинская футбольная лига сменила английское название на испанское: «Ассоциация футбола Аргентины» (исп. Asociación del Fútbol Argentino). Тем не менее, британское влияние на аргентинский футбол оставалось: например, в Аргентине часто используются термины «корнер» (от англ. corner — угловой удар) и «винг» (от англ. wing — фланг), а не их испанские аналоги. Названия ряда известных аргентинских команд также имеют английское происхождение (например, «Ривер Плейт») или опосредованное влияние английского языка («Бока Хуниорс»).
В 1940-е годы в Аргентине работали английские футбольные судьи.

### Первые матчи между сборными

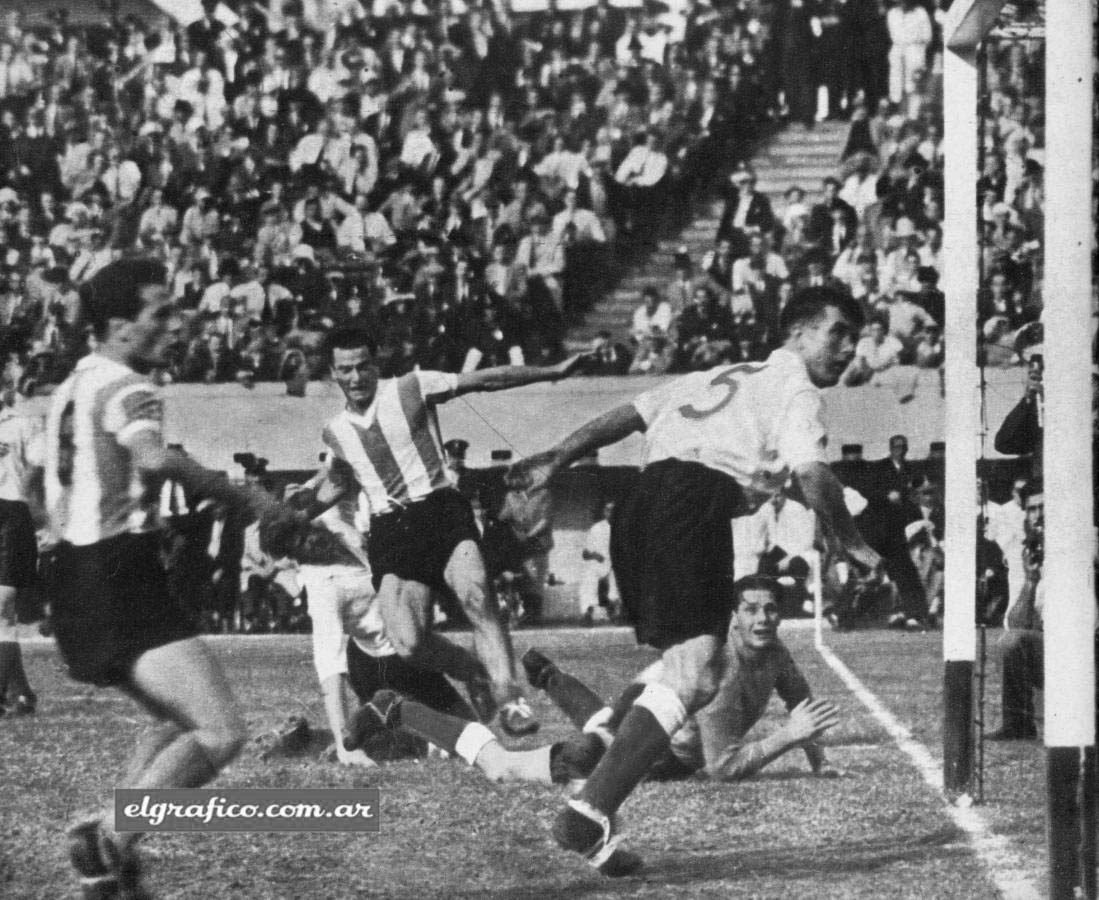
Гол, забитый Эрнесто Грильо в товарищеском матче 1953 года

Сборная Англии впервые сыграла против сборной Аргентины на стадионе «Уэмбли» в Лондоне в 1951 году; англичане выиграли в том матче со счётом 2:1.
В 1953 году сборные провели два матча в Буэнос-Айресе. Первый из них, который прошёл 14 мая (победа Аргентины со счётом 3:1), считается неофициальным, в нём англичане выставили резервный состав, назвав его «сборной Футбольной ассоциации» (англ. The FA XI). Хотя матч не признаётся официальным футбольными ассоциациями обеих стран и ФИФА, некоторые аргентинцы считают его первой победой сборной Аргентины над сборной Англии. Позднее аргентинский политик заявит: «мы национализировали железные дороги, а теперь мы национализировали футбол!».
Второй матч 1953 года, который прошёл 17 мая, обе страны признают официальным. Англия выставила сильную команду, в которой сыграли Альф Рамсей, Нэт Лофтхаус и Том Финни, у аргентинцев на поле вышли те же игроки, что и три дня назад. Однако матч был остановлен после 23 минут игры из-за сильного дождя при счёте 0:0. В матче был установлен рекорд посещаемости футбольных матчей в Аргентине на тот момент — 91 тысяча зрителей.

## Знаковые матчи

### Чемпионат мира 1962
Первая встреча двух сборных, имеющая турнирное значение, прошла на чемпионате мира 1962 года в Чили. 2 июня 1962 года во втором туре группового этапа англичане обыграли аргентинцев со счётом 3:1. Англичане в итоге вышли из группы со второго места, а аргентинцы заняли только третье место и выбыли из турнира.

### Чемпионат мира 1966
Яростное соперничество между сборными началось в 1966 году, когда команды встретились в четвертьфинале чемпионата мира в Англии. В Аргентине эту игру называли «ограблением века» (исп. El robo del siglo). На 78-й минуте Джефф Херст забил единственный гол. Аргентинцы считали, что гол был забит из положения «вне игры» и протестовали, но гол был засчитан.

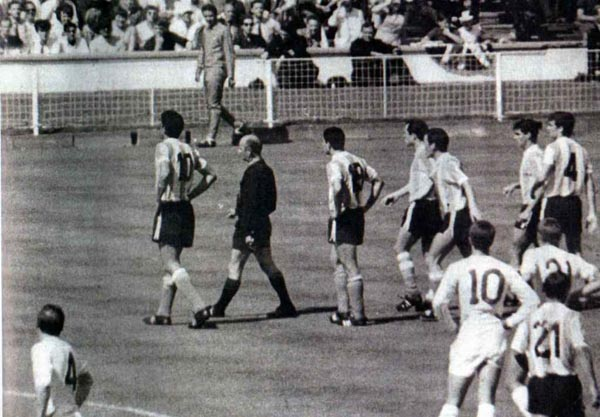
Антонио Раттин удалён в четвертьфинале чемпионата мира

На 35-й минуте той встречи был удалён капитан аргентинцев Антонио Раттин. Аргентинцы протестовали против удаления, сам Раттин отказывался покинуть поле и его пришлось выводить за пределы поля полицейским. Раттин был предупреждён в начале игры за фол против Бобби Чарльтона. Через какое-то время он сфолил на Джеффе Херсте, затем две минуты спорил с немецким судьёй по-испански, после чего судья удалил игрока с поля.
Аргентинская пресса писала, что судья из ФРГ Рудольф Крайтляйн удалил Раттина из-за того, что ему не понравилось, как игрок на него смотрел, тогда как британские газеты напечатали, что аргентинский капитан был удалён за «грубую речь», несмотря на то, что судья не понимал по-испански. Раттин утверждал, что он просто хотел поговорить с судьёй, демонстрируя ему свою капитанскую повязку и якобы даже просил вызвать переводчика на поле.
Кен Астон, руководитель судейского корпуса чемпионата мира 1966 года, пытался убедить Раттина покинуть поле после удаления, но только усугубил ситуацию, так как аргентинцы считали, что англичане и немцы находятся в сговоре против латиноамериканских команд. Покидая поле, Раттин смял рукой угловой флажок (с флагом Великобритании). После завершения матча главный тренер сборной Англии Альф Рамсей запретил англичанам меняться футболками с аргентинцами (что было традицией по окончании матчей), а позднее назвал южноамериканцев «животными». Аргентинская пресса и публика были в ярости. Одна аргентинская газета напечатала картинку с официальным талисманом турнира, львом Вилли (англ. World Cup Willie), одетым в образе пирата, выразив таким образом своё отношение к англичанам.

### Товарищеские матчи (1974—1980)
После чемпионата мира 1966 года сборные провели три товарищеских матча в 1974, 1977 и 1980 году. Матч на «Уэмбли» в мае 1974 года судил аргентинский судья, назначивший пенальти в концовке игры, который реализовал Марио Кемпес и тем самым свёл игру к ничьей (2:2). В июне 1977 года в Буэнос-Айресе матч также завершился вничью (1:1), за драку Даниэля Бертони и Тревора Черри оба игрока были удалены. В мае 1980 года Англия обыграла Аргентину на «Уэмбли» (3:1). В той игре против англичан впервые сыграл Диего Марадона.

### Чемпионат мира 1986

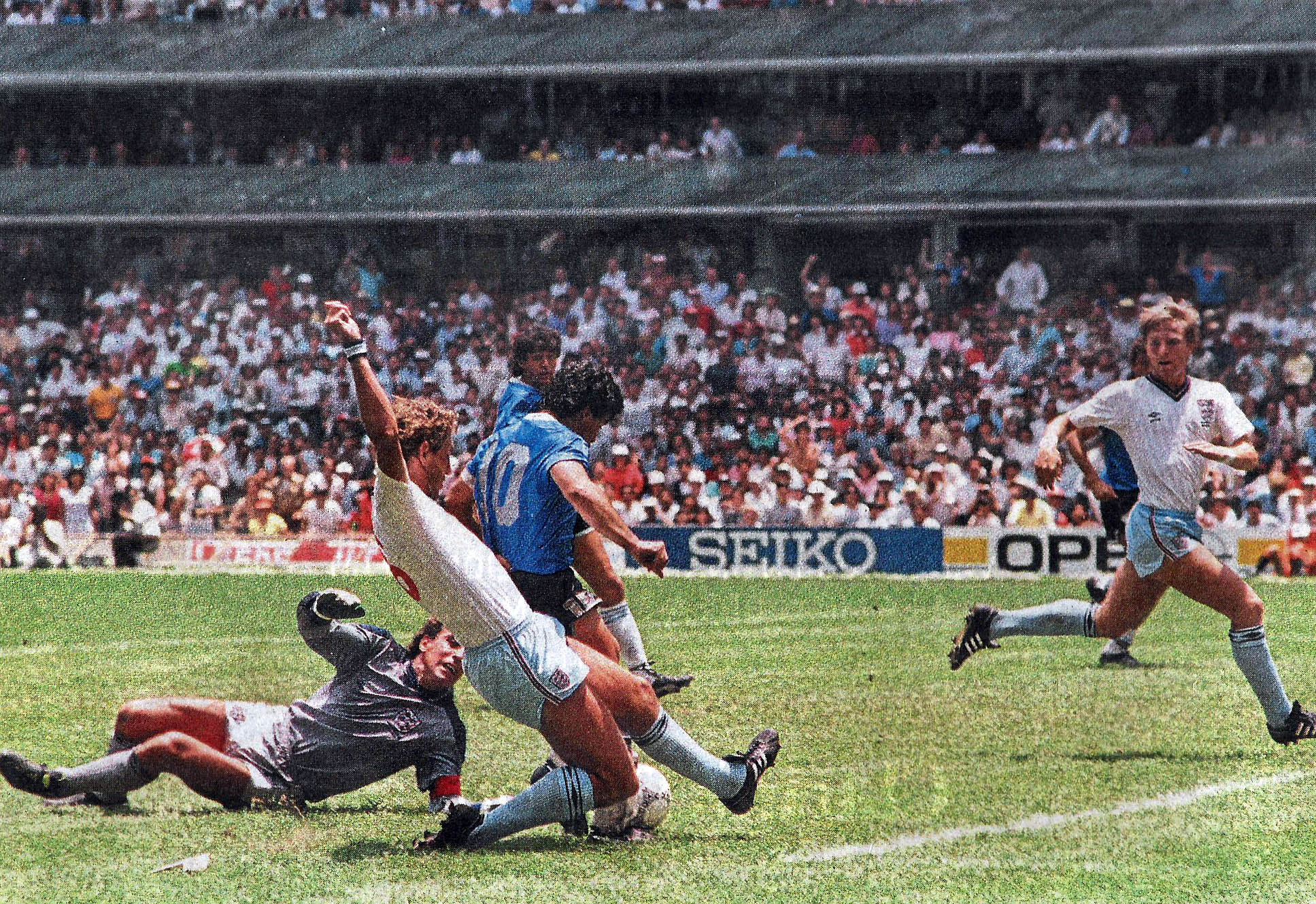
Диего Марадона забивает гол столетия

Следующей игрой сборных, имеющей турнирное значение, стал четвертьфинал чемпионата мира 1986 года в Мексике. Встреча двух команд имела особое значение на фоне прошедшей в 1982 году Фолклендской войны, в которой Великобритания победила Аргентину. Многие аргентинцы считали, что игра является возможностью «отомстить» англичанам за поражение в той войне.
Аргентина открыла счёт в матче на 51-й минуте, когда Марадона отправил мяч в сетку ворот англичан рукой, что запрещено правилами. Тунниский судья Али Бин Нассер не заметил игру рукой и засчитал гол, что вызвало яростные протесты у англичан. Этот гол вошёл в историю как «рука Бога», как его впоследствии описал сам Марадона.
Спустя три минуты после первого гола Марадона удвоил преимущество аргентинцев, забив «гол столетия», в ходе которого обыграл пять англичан. На 81-й минуте Гари Линекер сумел сократить преимущество аргентинцев до одного гола, но больше англичане сделать ничего не смогли и Аргентина вышла в полуфинал (а затем и выиграла чемпионат мира). Сам Марадона писал: «Я иногда думаю, что [из двух голов, забитых в том матче] я предпочитаю гол, забитый рукой… Это было немного похоже на кражу кошелька у англичан». Также он отметил: «мы как будто бы обыграли страну, а не просто футбольную команду… Хотя перед игрой мы говорили, что футбол не имеет ничего общего с войной за Фолклендские острова, мы знали, что они убили много аргентинских парней, убили их, словно птиц. И это была месть».
После завершения игры полузащитник англичан Стив Ходж поменялся футболками с Марадоной, а позднее продал футболку аргентинца на аукционе за 7,1 млн фунтов стерлингов.
Марадона похвалил англичан за то, что они не фолили против него, как игроки других команд, благодаря чему он и сумел забить «гол столетия».
Игра 1986 года вывела противостояние двух сборных на новый уровень: многие англичане считали победу аргентинцев жульнической из-за гола, забитого рукой. Аргентинцы, напротив, считали результат «возмездием» за чемпионат мира 1966 года и за Фолклендскую войну.

### Товарищеский матч 1991 года
25 мая 1991 года команды провели товарищеский матч на «Уэмбли» в рамках турнира под названием «Кубок вызова», в котором сыграли сборные Англии, Аргентины и СССР. Матч прошёл в основном под контролем англичан, которые вели со счётом 2:0 благодаря голам Гари Линекера и Дэвида Платта, но затем аргентинцы сумели свести игру к ничьей (2:2). Оба гола (их авторами стали Клаудио Гарсия и Франко) аргентинцы забили ударами головой.
Несмотря на то, что матч завершился вничью, в Аргентине праздновали этот результат, особенно в свете того факта, что аргентинцы забили оба гола после розыгрыша углового удара, который традиционно считался «сильной стороной» англичан.

### Чемпионат мира 1998
Команды встретились на стадии 1/8 финала чемпионата мира 1998 года во Франции. Матч запомнился несколькими моментами, включая гол Майкла Оуэна, который признаётся одним из величайших голов сборной Англии в истории.
Счёт в матче открыл Габриэль Батистута, забивший пенальти на 5-й минуте. Четыре минуты спустя Алан Ширер сравнял счёт (также с пенальти). На 16-й минуте Майкл Оуэн, обыграв двух аргентинских защитников, точно пробил с острого угла, выведя англичан вперёд. В самой концовке первого тайма Хавьер Санетти сравнял счёт. Больше голов ни в основное, ни в дополнительное время, команды не забили.
В той игре был удалён полузащитник англичан Дэвид Бекхэм. Произошло это так: аргентинец Диего Симеоне сбил Бекхэма, после чего встал, опираясь на лежащего англичанина. Лежащий на газоне Бекхэм выставил ногу, зацепив стоящего Симеоне, после чего тот картинно упал. Судья показал Симеоне жёлтую карточку, а Бекхэму — красную.
Играя вдесятером, англичане сдерживали атаки аргентинцев и имели шансы выйти вперёд. В концовке игры Сол Кэмпбелл забил аргентинцам головой, но судья не засчитал гол, так как зафиксировал нарушение правил со стороны Ширера против вратаря аргентинцев.
После окончания овертайма началась серия пенальти, в которой победу со счётом 4:3 одержали аргентинцы.
После матча британская пресса обвинила в поражении Бекхэма, критикуя его «раздражительность» и «наивность». На утро после матча газета The Daily Mirror вышла с заголовком: «10 героических львов, один глупый мальчик». Симеоне позднее признался, что спровоцировал Бекхэма с целью удаления англичанина.

### Чемпионат мира 2002
Следующая встреча команд на чемпионатах мира произошла на чемпионате мира 2002 года в Японии в рамках группового этапа. Давление на англичан перед матчем было большим, так как они проиграли две предыдущие встречи в рамках чемпионатов мира. Кроме того, Англия сыграла вничью в первом матче группы и нуждалась в победе.
Единственный гол в матче забил Дэвид Бекхэм, который был капитаном сборной Англии. Произошло это на 44-й минуте, когда судья назначил пенальти за фол Маурисио Почеттино на Майкле Оуэне. Победный гол Бекхэма «искупил» его вину перед английскими болельщиками за события четырёхлетней давности. Как отметила газета The Times, «облитый грязью за красную карточку, которая помогла выпроводить Англию с чемпионата мира 1998 года руками Аргентины, он просыпается этим утром с нимбом, сияющим ярче, чем когда-либо». Англичане вышли из группы со второго места, а аргентинцы выбыли из турнира.
Аргентинские болельщики, разочарованные результатом и последующим выбыванием сборной из чемпионата мира, начали распространять «теорию заговора», согласно которой капитан сборной Хуан Себастьян Верон специально сыграл плохо, так как выступал за английский клуб «Манчестер Юнайтед» и якобы не хотел портить отношения с английскими одноклубниками. Сам Верон отрицал все эти обвинения.

### Товарищеский матч 2005 года
12 ноября 2005 года сборные провели товарищеский матч на нейтральном поле в Женеве. Счёт в игре на 35-й минуте открыл Эрнан Креспо. Уэйн Руни сравнял счёт четыре минуты спустя. Во втором тайме Вальтер Самуэль вывел аргентинцев вперёд, но «дубль» Майкла Оуэна в концовке матча принёс победу сборной Англии.
Результат игры вызвал в Англии большое воодушевление. Репортёр газеты The Times написал в репортаже об игре: «По неприятным меркам предыдущих противостояний стычка между Англией и Аргентиной была почти что слащавой, хотя это понятие глубоко относительно. Последняя встреча сопровождалась драками на трибунах, песнями о Фолклендских островах, насмешками по поводу сексуальной ориентации игроков и общей грубостью, что само по себе, верите вы или нет, представляет собой значительное потепление в дипломатических отношениях».

## Список матчей
Ниже приведён список встреч между сборными Англии и Аргентины.
| №  | Дата            | Город          | Стадион       | Победитель | Счёт         | Турнир              | Авторы голов (Англия)    | Авторы голов (Аргентина) |
| -- | --------------- | -------------- | ------------- | ---------- | ------------ | ------------------- | ------------------------ | ------------------------ |
| 1  | 9 мая 1951      | Лондон         | Уэмбли        | Англия     | 2:1          | Товарищеский матч   | Мортенсен, Милберн       | Бойе                     |
| -  | 14 мая 1953     | Буэнос-Айрес   | Монументаль   | Аргентина  | 3:1          | Товарищеский матч   | Тейлор                   | Грильо (2), Мичели       |
| 2  | 17 мая 1953     | Буэнос-Айрес   | Монументаль   | Ничья      | 0:0          | Товарищеский матч   |                          |                          |
| 3  | 2 июня 1962     | Ранкагуа       | Браден        | Англия     | 3:1          | Чемпионат мира 1962 | Флауэрс, Чарльтон, Гривз | Санфилиппо               |
| 4  | 6 июня 1964     | Рио-де-Жанейро | Маракана      | Аргентина  | 1:0          | Кубок наций         |                          | А. Рохас                 |
| 5  | 23 июля 1966    | Лондон         | Уэмбли        | Англия     | 1:0          | Чемпионат мира 1966 | Херст                    |                          |
| 6  | 22 мая 1974     | Лондон         | Уэмбли        | Ничья      | 2:2          | Товарищеский матч   | Ченнон, Уортингтон       | Кемпес (2)               |
| 7  | 12 июня 1977    | Буэнос-Айрес   | Бомбонера     | Ничья      | 1:1          | Товарищеский матч   | Пирсон                   | Бертони                  |
| 8  | 13 мая 1980     | Лондон         | Уэмбли        | Англия     | 3:1          | Товарищеский матч   | Д. Джонсон (2), Киган    | Пассарелла               |
| 9  | 22 июня 1986    | Мехико         | Ацтека        | Аргентина  | 2:1          | Чемпионат мира 1986 | Линекер                  | Марадона (2)             |
| 10 | 25 мая 1991     | Лондон         | Уэмбли        | Ничья      | 2:2          | Кубок вызова 1991   | Линекер, Платт           | К. Гарсия, Франко        |
| 11 | 30 июня 1998    | Сент-Этьен     | Жоффруа Гишар | Ничья      | 2:2 (4:3 п.) | Чемпионат мира 1998 | Ширер, Оуэн              | Батистута, Санетти       |
| 12 | 23 февраля 2000 | Лондон         | Уэмбли        | Ничья      | 0:0          | Товарищеский матч   |                          |                          |
| 13 | 7 июня 2002     | Саппоро        | Саппоро Доум  | Англия     | 1:0          | Чемпионат мира 2002 | Бекхэм                   |                          |
| 14 | 12 ноября 2005  | Женева         | Стад де Женев | Англия     | 3:2          | Товарищеский матч   | Руни, Оуэн (2)           | Креспо, Самуэль          |

Комментарии
1. ↑  Матч не признаётся официальным ни в Англии, ни в Аргентине и поэтому не пронумерован[13][10].
2. ↑  Матч отменён после 20 минут игры из-за сильного дождя.
3. ↑  Аргентина одержала победу по пенальти.

## Статистика
| Турнир             | Игры | Победы Англии | Ничьи | Победы Аргентины | Голы Англии | Голы Аргентины |
| ------------------ | ---- | ------------- | ----- | ---------------- | ----------- | -------------- |
| Чемпионат мира     | 5    | 3             | 1     | 1                | 8           | 5              |
| Товарищеские матчи | 9    | 3             | 5     | 1                | 13          | 10             |
| Итого              | 14   | 6             | 6     | 2                | 21          | 15             |

Комментарии
1. ↑  Матч 1998 года, в котором Аргентина победила по пенальти, закончился вничью со счётом 2:2, поэтому включён в число ничьих.
2. ↑  Матчи в «малых» турнирах включены в число товарищеских. Первый матч 1953 года считается неофициальным и не включён в статистику, второй матч 1953 года считается официальным и включён в статистику, несмотря на то, что он не был доигран.

### Титулы сборных
| Титулы                                                 | Англия | Аргентина |
| ------------------------------------------------------ | ------ | --------- |
| Чемпионаты мира                                        | 1      | 3         |
| Кубок конфедераций                                     | 0      | 1         |
| Кубок чемпионов КОНМЕБОЛ — УЕФА                        | 0      | 2         |
| Чемпионат Европы по футболу / Кубок Америки по футболу | 0      | 16        |
| Лига наций УЕФА / Панамериканский чемпионат по футболу | 0      | 1         |
| Итого                                                  | 1      | 23        |

## Противостояние на клубном уровне

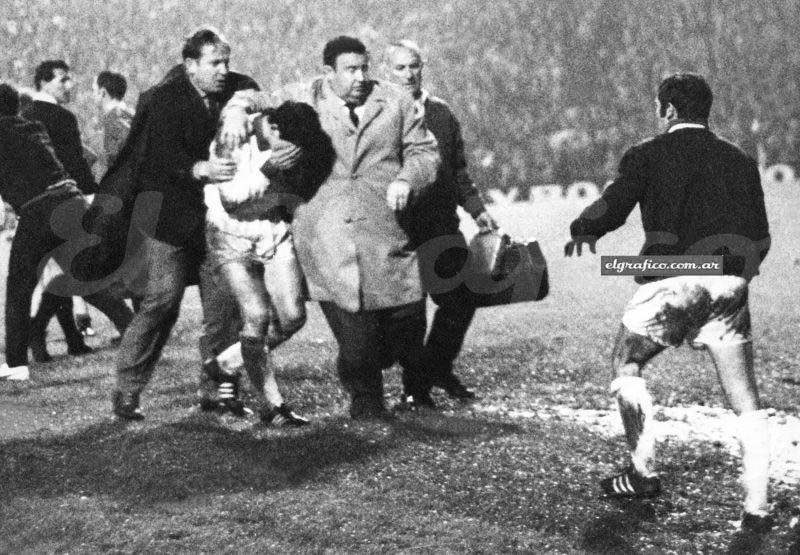
Игрок «Эстудиантеса» Хосе Уго Медина (закрывает лицо) удалён за драку с Джорджем Бестом (1968)

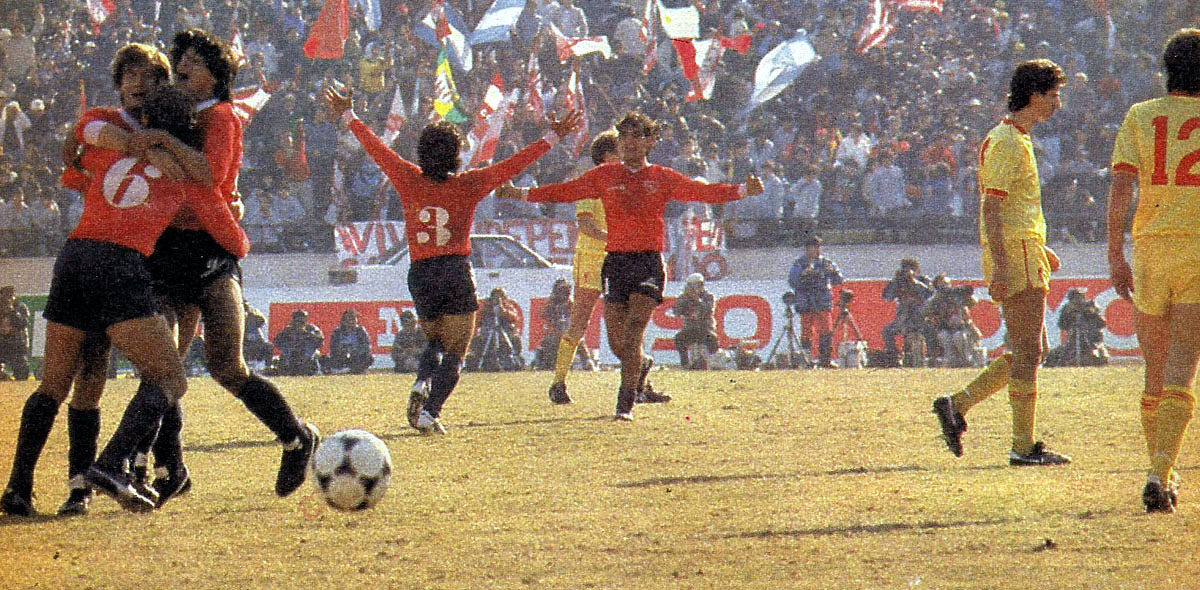
Игроки «Индепендьенте» празднуют победу над «Ливерпулем» (1984)

На клубном уровне матчи между английскими и аргентинскими командами также были очень эмоциональными. Клубы двух стран редко встречались друг с другом, так как выступают в разных конфедерациях (УЕФА и КОНМЕБОЛ). Самые значимые встречи между клубами двух стран прошли в рамках Межконтинентального кубка. В 1968 году победитель Кубка европейских чемпионов «Манчестер Юнайтед» встретился в рамках Межконтинентального кубка с клубом «Эстудиантес», победителем Кубка Либертадорес. Противостояние было двухматчевым. В первом матче, который прошёл в Буэнос-Айресе, «Эстудиандес» одержал победу со счётом 1:0. Матч был очень жёстким, особенно грубым поведением отметился полузащитник Карлос Билардо, по поводу действий которого главный тренер «Юнайтед» Мэтт Басби заметил: «владеть мячом против него значит рисковать своей жизнью». Полузащитник англичан Нобби Стайлз подвергался особо грубым фолам со стороны аргентинцев, которые пинали, толкали и били его головой, а он почти весь матч сдерживался и не отвечал грубостью в ответ. Однако, согласно отчётам англичан, судейская бригада была настроена против Стайлза: так, в одном из моментов помощник судьи зафиксировал нарушение правил в эпизоде, где Стайлз, по мнению лайнсмена, «стоял слишком близко» к Билардо. После непрекращающихся фолов со стороны игроков «Эстудиантеса», Стайлз не выдержал и ответил грубостью на 79-й минуте матча, за что южноамериканский судья Уго Соса Миранда немедленно показал ему красную карточку. Также в игре пострадал Бобби Чарльтон, которому разбили голову, что потребовало наложение швов. В ответной игре, которая прошла в Манчестере, аргентинцы открыли счёт уже на 7-й минуте, когда Хуан Рамон Верон ударом головой отправил мяч в сетку ворот Алекса Степни. На 75-й минуте Джордж Бест ударил Хосе Уго Медину в лицо. Судья удалил Беста и Медину, после чего Бест плюнул в Медину и началась драка; обоих игроков пришлось сопровождать в раздевалки. Британские болельщики швыряли в Медину монеты. В самой концовке встречи «Манчестер Юнайтед» сумел сравнять счёт после удара Уилли Моргана. Матч завершился вничью, но по сумме двух игр победу праздновал аргентинский клуб. После финального свистка один из игроков «Юнайтед» ударил в лицо игрока «Эстудиантеса» по пути в раздевалку. Игроки «Эстудиантеса» хотели пробежать по периметру поля, чтобы сделать «круг почёта», но британские болельщики швыряли в них предметы с трибун, из-за чего «круг почёта» аргентинцев получился очень коротким.
В 1977 году «Ливерпуль», обладатель Кубка европейских чемпионов, отказался играть против аргентинского клуба «Бока Хуниорс», поэтому в Межконтинентальном кубке сыграл финалист Кубка европейских чемпионов — немецкий клуб "«Боруссия» (Мёнхенгладбах). По сумме двух встреч аргентинцы одержали победу в Межконтинентальном кубке. Год спустя «Ливерпуль», вновь выигравший Кубок европейских чемпионов, вновь отказался от участия в Межконтинентальном кубке, ссылаясь на плотный график матчей, но на этот раз англичан никто не заменил, и кубок разыгран не был.
Во время европейского турне 1978 года аргентинского клуба «Ривер Плейт» команда обыграла английский клуб «Шеффилд Юнайтед» со счётом 2:1 на стадионе «Брэмолл Лейн». Игра была согласована в качестве одного из условий трансфера Алехандро Сабельи в английский клуб.
В 1984 году английский «Ливерпуль» всё-таки сыграл в Межконтинентальном кубке против аргентинской команды. Встреча англичан с «Индепендьенте» завершилась победой аргентинцев со счётом 1:0. К тому времени трофей разыгрывался в рамках одного матча на нейтральном поле.

### Официальные встречи между английскими и аргентинскими клубами
| Победитель    | Результат                          | Проигравший       | Турнир                        |
| ------------- | ---------------------------------- | ----------------- | ----------------------------- |
| Эстудиантес   | 1:0 (Буэнос-Айрес) 1:1 (Манчестер) | Манчестер Юнайтед | Межконтинентальный кубок 1968 |
| Индепендьенте | 1:0                                | Ливерпуль         | Межконтинентальный кубок 1984 |

## Болельщики сборных
Помимо противостояния на футбольном поле соперничество двух сборных проявлялось в стычках между болельщиками. Перед игрой чемпионата мира 1986 года болельщики аргентинцев и англичан столкнулись на улицах Мехико, а также на самом стадионе. Английские флаги были украдены болельщиками аргентинцев, а ультрас Аргентины (исп. barras bravas) избили английских болельщиков.